# 2MASS J03480772-6022270
2MASS J03480772-6022270 ist ein Brauner Zwerg der Spektralklasse T7 im Sternbild Netz. Er wurde 2003 von Adam J. Burgasser, Michael W. McElwain & J. Davy Kirkpatrick entdeckt. Seine Position verschiebt sich aufgrund seiner Eigenbewegung jährlich um 0,77 Bogensekunden. 